# Torre de Ésera
Torre de Ésera es una localidad española perteneciente al municipio de Graus, en la Ribagorza, provincia de Huesca, Aragón. Su lengua propia es el aragonés grausino.

## Lugares de interés
- Iglesia de Santa Ana.
- Ermita de Santa Bárbara.
- Torre campanal.

## Fiestas
Fiesta Mayor, el 25 y 26 de julio en honor a Santa Ana y Santiago Apóstol. 
Romería en la ermita Santa Bárbara, situada en las inmediaciones del municipio.